# Ibaiti (tiểu vùng)
Ibaiti là một tiểu vùng thuộc bang Paraná, Brasil. Tiều vùng này có diện tích 3034 km², dân số năm 2007 là 74401 người.